# Yuri Lotman
Yuri Mikhailovich Lotman (em russo:  Ю́рий Миха́йлович Ло́тман, em estoniano:  Juri Lotman) (Petrogrado 28 de Fevereiro de 1922  – Tartu, Estônia 28 de Outubro de 1993). Um eminente acadêmico semioticisca e historiador cultural. Foi fundador da A Escola Semiótica de Tartu-Moscou. É considerado o primeiro estruturalista pelo seu ensaio A Delimitação dos Conceitos linguísticos e filosóficos de Estrutura (1963), e por seus trabalhos em poética estrutural. Publicou mais de 800 artigos e livros, seus escritos atualmente se encontram na Universidade de Tallinn, que incluem sua correspondência com um grande número de intelectuais russos.
Lotman formulou a semiosfera, campo que se ajusta às outras teorias desenvolvidas da semiótica e estende o estudo de signo o considerando não meramente linguístico mas também como uma manifestação artística, cultural, estética e de massa. Essa abordagem permite uma nova perspectiva sobre o espaço da ciência dos signos. 

## Biografia
Nascido em uma família judaica estudou Língua e Literatura na Universidade de Leningrado. Sua carreira acadêmica se desenvolveu na República Soviética da Estônia, na Universidade de Tartu, onde criou uma importante escola de semiologia. Foi editor da revista Trudy Po Znakovin Sisteman. Aplicou as teorias dos modelos matemáticos de Kolmogorov em suas análises sobre a entropia do texto literário . Pertenceu a diversos círculos acadêmicos norte-americanos e europeus e recebeu o título 'honoris causa' de universidades em Bruxelas e Praga. 

### Escritos sobre Lotman
- Andrews, Edna 2003. Conversations with Lotman: Cultural Semiotics in Language, Literature, and Cognition. Toronto: University of Toronto Press.
- Kull, Kalevi 1999. Towards biosemiotics with Yuri Lotman. Semiotica 127(1/4): 115–131.
- Lepik, Peet 2008. Universals in the Context of Juri Lotman’s Semiotics. (Tartu Semiotics Library 7.) Tartu: Tartu University Press.
- Mandelker, Amy 1994. Semiotizing the sphere: Organicist theory in Lotman, Bakhtin, and Vernadsky. Publications of the Modern Language Association 109(3): 385–396.
- Shukman, Ann 1977. Literature and Semiotics: A Study of the Writings of Ju. M. Lotman. Amsterdam: North Holland.

## Ligações Externas
- ELKOST Intl. literary agency - translation rights in all Lotman's writings
- Livros traduzidos ao inglês
- Lotmaniana Tartuensia – Biografia e bibliografia em russo e estônio
- Instituto Lotman para a cultura russa e soviética Universidade de Bochum
- International Society for Philosophers